# Liste des ministres finlandais de l'Agriculture et des Forêts
Cet article liste les ministres finlandais de l'Agriculture et des Forêts (de 1917 à  1971 ministres de l'Agriculture),,,.

## Présentation
La liste répertorie à la fois les ministres principaux de l'agriculture et des forêts qui dirigent le ministère et les autres ministres travaillant séparément au sein du ministère. Jusqu'en 1968, le ministère avait deux ministres à part entière. 
La liste comprend aussi les ministres auxiliaires qui ont servi depuis l'actuel ministre de l'Agriculture et des Forêts.

## Ministre principal
| Ministre                                | Parti      | Période                 | Gouvernement   |
| --------------------------------------- | ---------- | ----------------------- | -------------- |
| Directeur de la commission agricole     |            |                         |                |
| Kyösti Kallio (1873–1940)               | ML         | 27.11.1917–27.5.1918    | Svinhufvud I   |
| Kyösti Kallio (1873–1940)               | ML         | 27.5.1918–17.8.1918     | Paasikivi I    |
| Ministre de l'Agriculture               |            |                         |                |
| Uuno Brander (1870–1934)                | Ed.        | 27.11.1918 – 17.4.1919  | Ingman I       |
| Kyösti Kallio (1873–1940)               | ML         | 17.4.1919 – 15.8.1919   | Kaarlo Castrén |
| Kyösti Kallio (1873–1940)               | ML         | 15.8.1919 – 15.3.1920   | Vennola I      |
| Eero Pehkonen (1882–1949)               | ML         | 15.3.1920 – 9.4.1921    | Erich          |
| Kyösti Kallio (1873–1940)               | ML         | 9.4.1921 – 2.6.1922     | Vennola II     |
| Östen Elfving (1874–1936)               | amm.       | 2.6.1922 – 14.11.1922   | Cajander I     |
| Juho Sunila (1875–1936)                 | ML         | 14.11.1922 – 18.1.1924  | Kallio I       |
| Östen Elfving (1874–1936)               | amm.       | 18.1.1924 – 31.5.1924   | Cajander II    |
| Jalo Lahdensuo (1882–1973)              | ML         | 31.5.1924 – 22.11.1924  | Ingman II      |
| Ilmari Auer (1879–1965)                 | ML         | 22.11.1924 – 31.3.1925  | Ingman II      |
| Juho Sunila (1875–1936)                 | ML         | 31.3.1925 – 31.12.1925  | Tulenheimo     |
| Juho Sunila (1875–1936)                 | ML         | 31.12.1925 – 13.12.1926 | Kallio II      |
| Mauno Pekkala (1890–1952)               | SDP        | 13.12.1926 – 17.12.1927 | Tanner         |
| Sigurd Mattsson (1892–1970)             | ML         | 17.12.1927 – 22.12.1928 | Sunila I       |
| Eemil Linna (1876–1951)                 | Ed.        | 22.12.1928 – 16.8.1929  | Mantere        |
| Kaarle Ellilä (1888–1957)               | ML         | 16.8.1929 – 4.7.1930    | Kallio III     |
| August Raatikainen (1874–1937)          | ML         | 4.7.1930 – 21.3.1931    | Svinhufvud II  |
| Sigurd Mattsson (1892–1970)             | ML         | 21.3.1931 – 14.12.1932  | Sunila II      |
| Kalle Jutila (1891–1966)                | ML         | 14.12.1932 – 25.9.1936  | Kivimäki       |
| Eemil Linna (1876–1951)                 | Ed.        | 25.9.1936 – 7.10.1936   | Kivimäki       |
| Pekka Heikkinen (1883–1959)             | ML         | 7.10.1936 – 12.3.1937   | Kallio IV      |
| Pekka Heikkinen (1883–1959)             | ML         | 12.3.1937 – 1.12.1939   | Cajander III   |
| Pekka Heikkinen (1883–1959)             | ML         | 1.12.1939 – 27.3.1940   | Ryti I         |
| Pekka Heikkinen (1883–1959)             | ML         | 27.3.1940 – 15.8.1940   | Ryti II        |
| Viljami Kalliokoski (1894–1978)         | ML         | 15.8.1940 – 4.1.1941    | Ryti II        |
| Viljami Kalliokoski (1894–1978)         | ML         | 4.1.1941 – 5.3.1943     | Rangell        |
| Viljami Kalliokoski (1894–1978)         | ML         | 5.3.1943 – 8.8.1944     | Linkomies      |
| Viljami Kalliokoski (1894–1978)         | ML         | 8.8.1944 – 21.9.1944    | Hackzell       |
| Viljami Kalliokoski (1894–1978)         | ML         | 21.9.1944 – 17.11.1944  | U. Castrén     |
| Eemil Luukka (1892–1970)                | ML         | 17.11.1944 – 17.4.1945  | Paasikivi II   |
| Kalle Jutila (1891–1966)                | ML         | 17.4.1945 – 29.9.1945   | Paasikivi III  |
| Vihtori Vesterinen (1885–1958)          | ML         | 9.11.1945 – 26.3.1946   | Paasikivi III  |
| Vihtori Vesterinen (1885–1958)          | ML         | 26.3.1946 – 29.7.1948   | Pekkala        |
| Matti Lepistö (1901–1991)               | SDP        | 29.7.1948 – 17.3.1950   | Fagerholm I    |
| Taavi Vilhula (1897–1976)               | ML         | 17.3.1950 – 17.1.1951   | Kekkonen I     |
| Martti Miettunen (1907–2002)            | ML         | 17.1.1951 – 20.9.1951   | Kekkonen II    |
| Martti Miettunen (1907–2002)            | ML         | 20.9.1951 – 9.7.1953    | Kekkonen III   |
| Martti Miettunen (1907–2002)            | ML         | 9.7.1953 – 17.11.1953   | Kekkonen IV    |
| Kalle Jutila (1891–1966)                | amm.       | 17.11.1953 – 5.5.1954   | Tuomioja       |
| Viljami Kalliokoski (1894–1978)         | ML         | 5.5.1954 – 20.10.1954   | Törngren       |
| Viljami Kalliokoski (1894–1978)         | ML         | 20.10.1954 – 3.3.1956   | Kekkonen V     |
| Martti Miettunen (1907–2002)            | ML         | 3.3.1956 – 27.5.1957    | Fagerholm II   |
| Martti Miettunen (1907–2002)            | ML         | 27.5.1957 – 2.7.1957    | Sukselainen    |
| Kusti Eskola (1911–2003)                | ML         | 2.7.1957 – 29.11.1957   | Sukselainen    |
| Hans Perttula (1910–1988)               | amm.       | 29.11.1957 – 26.4.1958  | Von Fieandt    |
| Pauli Lehtosalo (1910–1989)             | amm.       | 26.4.1958 – 29.8.1958   | Kuuskoski      |
| Martti Miettunen (1907–2002)            | ML         | 29.8.1958 – 14.11.1958  | Fagerholm III  |
| Urho Kähönen (1910–1984)                | ML         | 14.11.1958 – 13.1.1959  | Fagerholm III  |
| Juho Jaakkola (1900–1992)               | ML         | 13.1.1959 – 14.7.1961   | Sukselainen II |
| Johannes Virolainen (1914–2000)         | ML         | 14.7.1961 – 12.4.1962   | Miettunen I    |
| Johannes Virolainen (1914–2000)         | ML         | 13.4.1962 – 18.12.1963  | Karjalainen I  |
| Samuli Suomela (1918–2012)              | amm.       | 18.12.1963 – 12.9.1964  | Lehto          |
| Mauno Jussila (1908–1988)               | Kesk.      | 12.9.1964 – 27.5.1966   | Virolainen     |
| Nestori Kaasalainen (1915–2016)         | Kesk.      | 27.5.1966 – 22.3.1968   | Paasio I       |
| Martti Miettunen (1907–2002)            | Kesk.      | 22.3.1968 – 14.5.1970   | Koivisto I     |
| Nils Westermarck (1910–2002)            | amm. (RKP) | 14.5.1970 – 15.7.1970   | Aura I         |
| Nestori Kaasalainen (1915–2016)         | Kesk.      | 15.7.1970 – 28.2.1971   | Karjalainen II |
| Ministre de l'Agriculture et des Forêts |            |                         |                |
| Nestori Kaasalainen (1915–2016)         | Kesk.      | 1.3.1971–28.10.1971     | Karjalainen II |
| Samuli Suomela (1918–2012)              | amm.       | 29.10.1971 – 23.2.1972  | Aura II        |
| Leo Happonen (1922–2010)                | SDP        | 23.2.1972 – 4.9.1972    | Paasio II      |
| Erkki Haukipuro (1921–2001)             | Kesk.      | 4.9.1972 – 31.7.1973    | Sorsa I        |
| Heimo Linna (s. 1925)                   | Kesk.      | 1.8.1973 – 13.6.1975    | Sorsa I        |
| Veikko Ihamuotila (1911–1979)           | amm.       | 13.6.1975 – 30.11.1975  | Liinamaa       |
| Heimo Linna (s. 1925)                   | Kesk.      | 30.11.1975 – 29.9.1976  | Miettunen II   |
| Johannes Virolainen (1914–2000)         | Kesk.      | 29.9.1976 – 15.5.1977   | Miettunen III  |
| Johannes Virolainen (1914–2000)         | Kesk.      | 15.5.1977 – 26.5.1979   | Sorsa II       |
| Taisto Tähkämaa (s. 1924)               | Kesk.      | 26.5.1979 – 19.2.1982   | Koivisto II    |
| Taisto Tähkämaa (s. 1924)               | Kesk.      | 19.2.1982 – 6.5.1983    | Sorsa III      |
| Toivo Yläjärvi (1941–2014)              | Kesk.      | 6.5.1983 – 30.4.1987    | Sorsa IV       |
| Toivo T. Pohjala (1931–2018)            | Kok.       | 30.4.1987 – 26.4.1991   | Holkeri        |
| Martti Pura (s. 1949)                   | Kesk.      | 26.4.1991 – 12.4.1994   | Aho            |
| Mikko Pesälä (s. 1938)                  | Kesk.      | 12.4.1994 – 13.4.1995   | Aho            |
| Kalevi Hemilä (s. 1952)                 | amm.       | 13.4.1995 – 15.4.1999   | Lipponen I     |
| Kalevi Hemilä (s. 1952)                 | amm.       | 15.4.1999 – 1.2.2002    | Lipponen II    |
| Raimo Tammilehto (s. 1943)              | amm.       | 1.2.2002 – 31.5.2002    | Lipponen II    |
| Jari Koskinen (s. 1960)                 | Kok.       | 31.5.2002 – 17.4.2003   | Lipponen II    |
| Juha Korkeaoja (s. 1950)                | Kesk.      | 17.4.2003 – 24.6.2003   | Jäätteenmäki   |
| Juha Korkeaoja (s. 1950)                | Kesk.      | 24.6.2003 – 19.4.2007   | Vanhanen I     |
| Sirkka-Liisa Anttila (s. 1943)          | Kesk.      | 19.4.2007 – 22.6.2010   | Vanhanen II    |
| Sirkka-Liisa Anttila (s. 1943)          | Kesk.      | 22.6.2010 – 22.6.2011   | Kiviniemi      |
| Jari Koskinen (s. 1960)                 | Kok.       | 22.6.2011 – 24.6.2014   | Katainen       |
| Petteri Orpo (s. 1969)                  | Kok.       | 24.6.2014 – 29.5.2015   | Stubb          |
| Kimmo Tiilikainen (s. 1966)             | Kesk.      | 29.5.2015 – 5.5.2017    | Sipilä         |
| Jari Leppä (s. 1959)                    | Kesk.      | 5.5.2017 – 6.6.2019     | Sipilä         |
| Jari Leppä (s. 1959)                    | Kesk.      | 6.6.2019 – 10.12.2019   | Rinne          |
| Jari Leppä (s. 1959)                    | Kesk.      | 10.12.2019 – 20.6.2023  | Marin          |
| Sari Essayah (s. 1967)                  | KD         | depuis le 20.6.2023     | Orpo           |

## Deuxième ministre
| Ministre                                    | Parti | En poste                | Gouvernement   |
| ------------------------------------------- | ----- | ----------------------- | -------------- |
| Directeur adjoint de la commission agricole |       |                         |                |
| Eero Pehkonen (1882–1949)                   | ML    | 27.11.1917–27.5.1918    | Svinhufvud I   |
| Eero Pehkonen (1882–1949)                   | ML    | 27.5.1918–17.8.1918     | Paasikivi I    |
| Ministre adjoint à l'agriculture            |       |                         |                |
| Eero Hahl (1872–1945)                       | ML    | 17.4.1919 – 15.8.1919   | Kaarlo Castrén |
| Eero Hahl (1872–1945)                       | ML    | 15.8.1919 – 15.3.1920   | Vennola I      |
| Eero Hahl (1872–1945)                       | ML    | 15.3.1920 – 9.4.1921    | Erich          |
| Juho Niukkanen (1888–1954)                  | ML    | 9.4.1921 – 2.6.1922     | Vennola II     |
| A. K. Cajander (1879–1943)                  | amm.  | 2.6.1922 – 14.11.1922   | Cajander I     |
| Juho Niukkanen (1888–1954)                  | ML    | 14.11.1922 – 18.1.1924  | Kallio I       |
| Ilmari Auer (1879–1965)                     | ML    | 31.5.1924 – 22.11.1924  | Ingman II      |
| Pekka Pennanen (1872–1960)                  | Kok.  | 29.11.1924 – 31.3.1925  | Ingman II      |
| Vihtori Vesterinen (1885–1958)              | ML    | 31.3.1925 – 31.12.1925  | Tulenheimo     |
| Vihtori Vesterinen (1885–1958)              | ML    | 31.12.1925 – 13.12.1926 | Kallio II      |
| Vihtori Vesterinen (1885–1958)              | ML    | 17.12.1927 – 16.10.1928 | Sunila I       |
| Kalle Jutila (1891–1966)                    | ML    | 16.10.1928 – 22.12.1928 | Sunila I       |
| Uuno Brander (1870–1934)                    | Ed.   | 22.12.1928 – 16.8.1929  | Mantere        |
| Antti Junes (1874–1963)                     | ML    | 16.8.1929 – 4.7.1930    | Kallio III     |
| Juho Koivisto (1885–1975)                   | ML    | 4.7.1930 – 21.3.1931    | Svinhufvud II  |
| Pekka Heikkinen (1883–1959)                 | ML    | 21.3.1931 – 14.12.1932  | Sunila II      |
| Eemil Linna (1876–1951)                     | Ed.   | 19.1.1934 – 25.9.1936   | Kivimäki       |
| Viljami Kalliokoski (1894–1978)             | ML    | 7.10.1936 – 12.3.1937   | Kallio IV      |
| Juho Koivisto (1885–1975)                   | ML    | 12.3.1937 – 1.12.1939   | Cajander III   |
| Vice ministre de l'agriculture              |       |                         |                |
| Juho Koivisto (1885–1975)                   | ML    | 1.12.1939 – 27.3.1940   | Ryti I         |
| Juho Koivisto (1885–1975)                   | ML    | 27.3.1940 – 4.1.1941    | Ryti II        |
| Toivo Ikonen (1891–1976)                    | ML    | 4.1.1941 – 5.3.1943     | Rangell        |
| Nils Osara (1903–1990)                      | amm.  | 5.3.1943 – 8.8.1944     | Linkomies      |
| Eemil Luukka (1892–1970)                    | ML    | 17.4.1945 – 26.3.1946   | Paasikivi III  |
| Paavo Viding (1899–1965)                    | ML    | 26.3.1946 – 29.7.1948   | Pekkala        |
| Jussi Raatikainen (1898–1978)               | SDP   | 29.7.1948 – 17.3.1950   | Fagerholm I    |
| Eemil Luukka (1892–1970)                    | ML    | 17.3.1950 – 17.1.1951   | Kekkonen I     |
| Matti Lepistö (1901–1991)                   | SDP   | 17.1.1951 – 20.9.1951   | Kekkonen I     |
| Eemil Luukka (1892–1970)                    | ML    | 20.9.1951 – 9.7.1953    | Kekkonen III   |
| Matti Lepistö (1901–1991)                   | SDP   | 20.9.1951 – 29.11.1952  | Kekkonen III   |
| Hannes Tiainen (1914–2001)                  | SDP   | 3.12.1952 – 9.7.1953    | Kekkonen III   |
| Henrik Kullberg (1891–1953)                 | RKP   | 17.11.1953 – 4.12.1953  | Tuomioja       |
| Nils Westermarck (1910–2002)                | RKP   | 18.12.1953 – 5.5.1954   | Tuomioja       |
| Hannes Tiainen (1914–2001)                  | SDP   | 5.5.1954 – 20.10.1954   | Törngren       |
| Vieno Simonen (1898–1994)                   | ML    | 3.3.1956 – 27.5.1957    | Fagerholm II   |
| Bertel Lindh (1908–1996)                    | RKP   | 27.5.1957 – 2.7.1957    | Sukselainen I  |
| Matti Lepistö (1901–1991)                   | SDP   | 2.9.1957 – 29.11.1957   | Sukselainen I  |
| Matti Lepistö (1901–1991)                   | SDP   | 26.4.1958 – 29.8.1958   | Kuuskoski      |
| Niilo Kosola (1911–1996)                    | Kok.  | 29.8.1958 – 13.1.1959   | Fagerholm III  |
| Toivo Antila (1910–1970)                    | ML    | 13.1.1959 – 14.7.1961   | Sukselainen II |
| Tahvo Rönkkö (1905–1993)                    | ML    | 14.7.1961 – 13.4.1962   | Miettunen I    |
| Verner Korsbäck (1910–1981)                 | RKP   | 13.4.1962 – 18.12.1963  | Karjalainen I  |
| Marja Lahti (1901–1967)                     | Kesk. | 12.9.1964 – 27.5.1966   | Virolainen     |
| Lars Lindeman (1920–2006)                   | SDP   | 27.5.1966 – 22.3.1968   | Paasio I       |

## Ministres à temps partiel
| Ministre                    | Parti | En poste               | Gouvernement | Portefeuille                                   |
| --------------------------- | ----- | ---------------------- | ------------ | ---------------------------------------------- |
| Veikko Saarto (1934-)       | SKDL  | 15.5.1977 – 26.5.1979  | Sorsa II     | Ministre des Transports                        |
| Veikko Saarto (1934-)       | SKDL  | 26.5.1979 – 19.2.1982  | Koivisto II  | Ministre des Transports                        |
| Jarmo Wahlström (1938–2013) | SKDL  | 19.2.1982 – 31.12.1982 | Sorsa III    | Ministre des Transports                        |
| Matti Ahde (1945–2019)      | SDP   | 6.5.1983 – 30.9.1983   | Sorsa IV     | Ministre de l'Intérieur                        |
| Ole Norrback (1941-)        | RKP   | 30.4.1987 – 26.4.1991  | Holkeri      | Ministre de la Défense Ministre de l'Éducation |